# Zmaji (Tolkienova mitologija)
Zmaji so v Tolkienovi mitologiji sovragi dobrih sil. Osnovani so na podobi zmaja v evropski mitologiji in v zgodbah o Srednjem svetu poosebljajo zlo ter prekanjenost.
Najbolj znan med njimi je Smaug iz romana Hobit, ki ga na koncu ubije Bard, poveljnik z Dolgega Jezera. Smaug je opisan kot ogromno štirinožno, krilato, kuščarju podobno bitje zlato-rdeče barve, ki bruha ogenj.